# يد بيد: مركز التربية العربي - اليهودي في إسرائيل
جمعية يد بيد: مركز التربية العربي - اليهودي في إسرائيل، تدير شبكة من المؤسسات التعليمية ثنائية اللغة (رياض الأطفال والمدارس، بما في ذلك المدارس الثانوية حتى الصف الثاني عشر) باللغة العربية والعبرية في جميع أنحاء دولة إسرائيل، حيث يدرس اليهود والعرب معًا.
بعد مرور عام تقريبًا على تأسيسها، بلغ عدد الطلاب والطالبات الذين يدرسون في "يد بيد" حوالي 50 طالبًا وطالبة (1998).
الرئيس التنفيذي للجمعية هو داني العازار، ومدير المدرسة اعتبارًا من عام 2012 هو الدكتور حسن أغبارية. يدير رياض الاطفال موران أوفيك. وبحسب نموذج التعليم الفريد "يد بيد"، تدار كل مدرسة بشكل مشترك من قبل مديرين يهود وعرب، ويمكن تدريس كل فصل دراسي من قبل معلمين يهود وعرب معًا.
كل ذلك بهدف غرس قيم المساعدة والتسامح لدى الفقراء، مع توقع فهم الأهمية الكبرى لقضية التعايش العربي، وخاصة داخل المجتمع اليهودي الإسرائيلي.
يدرس الطلاب من جميع الأعمار باللغتين العبرية والعربية، ويتعلمون كيفية تقدير ثقافتهم والتحدث بلغة بعضهم البعض، مع فهم أوجه التشابه المتزايدة بين زملائهم في الفصل.

## أهداف الجمعية
يسعى معسكر التعليم البديل المشترك "يد بيد" إلى تحقيق الأهداف التالية:
- إنشاء نموذج تعليمي بديل يسعى إلى الجمع بين الأطفال اليهود والعرب في إسرائيل، على النقيض من الفصل بين اليهود والعرب الموجود في نظام التعليم الحكومي.
- التعليم باللغتين العربية والعبرية، من أجل التعايش اليهودي العربي الفلسطيني، والتعددية الثقافية، والمساواة، كقيم تربوية أساسية، تخلق أساسًا من الثقة والأمل بين طلاب المدارس وأسرهم.
- إنشاء مجتمع من الطلاب والمعلمين وأولياء الأمور والعائلة الممتدة والجيران يمثل جوهرًا واسعًا يعمل من خلال الصداقة والعمل على تعزيز التغيير الاجتماعي وإقامة الروابط من أجل السلام الحقيقي والدائم.
- كسر الأحكام المسبقة وانعدام الثقة بين اليهود والمقيمين العرب في إسرائيل، وإثبات أنه في فترة قصيرة من الزمن يمكنهم الوصول إلى التفاهم والاحترام المتبادلين.
- إشراك المجالس والسلطات المحلية والحكومة في عملية الحوار والمصالحة.
- لإثبات أن اليهود والعرب قادرون على الدراسة والعمل والعيش معًا في سلام وأخوة. تسعى طريقة التدريس الثنائية اللغة في يد بيد إلى تعزيز المساواة والتفاهم والتعايش بين المجتمعات اليهودية والعربية في إسرائيل، والتي غالبًا ما تعيش حياة منفصلة تمامًا تقريبًا. يدرس في مدارس "يد بيد" معلم يهودي ومعلم عربي، حيث يقوم كل معلم بالتدريس بلغته الخاصة. لا يترجم المعلمون لبعضهم البعض، مما يشجع جميع الأعمار على إتقان اللغتين العربية والعبرية.[2][3]

## تاريخ المؤسسة

### 1997-1998 البداية
تأسست منظمة "يد بيد" على يد اثنين من المربين وأصحاب الرؤى الإسرائيلية، أحدهما عربي والآخر يهودي، في عام 1997.

### 1998 اقامة مدرسة الجليل بجانب راس العين (مسجاف) بالعبرية
في عام 2012، تعلم في المدرسة 170 طالبًا.

### 1998 تأسيس مدرسة ماكس راين في القدس
في أكتوبر 2007، انتقلت مدرسة ماكس راين "يد بيد" في القدس إلى مبنى دائم في حي "فات" (المجاور لحي بيت صفافا في القدس الشرقية). بني المبنى الجديد بتكلفة بلغت حوالي 11 مليون دولار تحت رعاية مؤسسة القدس، من تبرعات عائلة راين، فضلاً عن أموال من هيئات أوروبية أخرى. في عام 2012، التحق بالمدرسة 585 طالبًا.
في عام 2014، احرقت المدرسة وكتابة شعارات مسيئة للعرب ومنددة بالتعايش المشترك عليها. في عام 2015، أُدين ثلاثة ناشطين من منظمة لهافا الإسرائيلية بارتكاب هذه الأفعال.

### 2003 إنشاء مدرسة جسر عبر الوادي في كفر قرع
في صيف عام 2003 توجهت مجموعة من الأهالي من منطقة وادي عارة إلى جمعية يداً بيد بطلب افتتاح مدرسة جديدة في المنطقة، وبعد تأخيرات وصعوبات في الحصول على التصاريح المناسبة من وزارة التربية والتعليم، افتتحت المدرسة في الأول من سبتمبر/أيلول 2004 في كفر قرع، بحضور 106 طلاب من الروضة وحتى الصف الثالث.وسميت يد بيد - جسر عبر الوادي. في عام 2012، درس هناك 180 طالبًا. 50% من الطلبة عرب و50% يهود.
المدرسة إقليمية، ويأتي طلابها من العديد من القرى والبلدات المحيطة: كفر قرع، عرعرة، باقة الغربية، كتسير، برديس حنا-كركور، عين عيرون، جفعات عادا، وغيرها. مدير المدرسة اعتباراً من عام 2012 هو الدكتور حسن اغبارية.

### 2012 تأسيس روضة الأطفال ثنائية اللغة - حيفا
في سبتمبر 2012، افتتحت روضة الأطفال ثنائية اللغة لليهود والعرب التابعة لجمعية يد بيد في حيفا. تأسست روضة الأطفال من قبل مجموعة من الآباء والأمهات العرب ، واديرت في عامها الأول ، من قبل الدكتور ميراف بن نون.في هذه السنة، التحق بالروضة 14 طفلاً - 6 عرب، 6 يهود، و2 من مجتمع البهائيين في المدينة. كان يعمل هناك فريق دائم مكون من ثلاثة من معلمي رياض الأطفال: مسيحية، ومسلمة، ويهودية. انشئت الروضة كروضة خاصة بمساعدة المجتمع العربي اليهودي في حيفا، وبالاعتماد على التبرعات. بعد النجاح الكبير والطلب العالي، انتقل رياض الاطفال في سبتمبر 2013 إلى موقعها الجديد في شارع هليل في حيفا. حتى عام 2013 كان عدد الطلاب 44 طفلا (مع عدد متساو من الفتيات اليهوديات والفتيان العرب) في ثلاث فئات عمرية، ولكل مجموعة معلمة روضة أطفال عربية ومعلمة روضة أطفال/مساعدة يهودية. في حفل افتتاح الروضة الذي أقيم في 3 أكتوبر/تشرين الأول 2013، قال بيني ويجمان، رئيس مديرية التعليم والرفاه في بلدية حيفا، إنه لا يوجد سبب يمنع الروضة من أن تصبح روضة أطفال بلدية تتحول إلى مدرسة ثنائية اللغة.
لا يعتمد مشروع "يد بيد" في حيفا على نشاطات مؤسسة تعليمية ثنائية اللغة فحسب، بل يعتمد أيضاً على مجتمع مشترك ومشارك من الناشطين، الذين يسعون إلى خلق أطر مختلفة للحياة المشتركة في المدينة، وتعميق العلاقات بين السكان اليهود والعرب في حيفا. إن أساس العمل هو أخلاقي وعملي، من أجل حياة مبنية على المساواة والاحترام المتبادل والتعرف على مختلف السكان في المدينة وقبولهم، وتربية الأطفال والكبار على أساس هذه القيم.
من خمسين طالبًا في الصف الأول، نمت المدارس إلى أن أصبح اليوم يدرس في مدارس يدا بيد الأربعة أكثر من 950 طالبًا، من مرحلة ما قبل المدرسة إلى الصف الثاني عشر.
حتى عام 2012 يدرس نحو ألف طالب في مدارس "يد بيد" الثلاث في القدس، والجليل، ووادي عارة، وغانون التي افتتحت في حيفا. بالإضافة إلى ذلك، دعمت منظمة "يد بيد" بدايات جمعية هاجر، التي تدير حضانة ورياض أطفال ومدرسة ثنائية اللغة متنامية في بئر السبع. في العام الدراسي 2013، شملت المدرسة مرحلة ما قبل المدرسة، وروضة الأطفال، والصف الأول، والصف الثاني. في كل عام يفتتح فصل جديد. بني مبنى حديث كبير في حرم القدس لاستخدام طلاب المدارس الثانوية.

### 2021
• اعتبارًا من عام 2021، تضم شبكة "يد بيد" 7 مدارس وروضة أطفال يتلقى فيها التعليم أكثر من 2000 طالب:
• بيت بيرل - رياض أطفال ومدرسة ابتدائية تنمو كل عام للأعمار من 3 إلى 10 سنوات اعتبارًا من اليوم.
• الجليل (مستوطنة اشبيل) - مدرسة ابتدائية من الصف الأول إلى السادس.
• حيفا - مجمع رياض الأطفال والمدرسة الابتدائية للأعمار من 3 إلى 12 عامًا.
• يافا - مجمع روضة أطفال ومدرسة ابتدائية للأعمار من 3 إلى 12 سنة.
•القدس - مجمع رياض الأطفال، مدرسة ابتدائية، مدرسة متوسطة ومدرسة ثانوية للأعمار من 3 إلى 18 عامًا.
• كفر قرع (وادي عارة) - رياض أطفال ومدرسة ابتدائية من سن 3-12 سنة.
• كفر قاسم/ روش هاعين - روضة أطفال متنامية افتتحت في سبتمبر 2021.

## تكريم
في نوفمبر 2021، أختيرت "يد بيد" لتكون ضمن المرشحين العشرة النهائيين لجائزة التعددية العالمية، لمساهمتها في بناء المساواة والتفاهم بين الطلاب اليهود والعرب.

## الثقافة
في الأول من يناير 2023، بدأ عرض مسلسل "مدرسة"، وهو مسلسل تلفزيوني كوميدي درامي إسرائيلي عن مدرسة يهودية عربية ثنائية اللغة في القدس، على قناة كان التعليمية. المسلسل من تأليف سيد قشوع وإخراج جوري ألفي.